# Vina, Kalifornien
Vina är en ort i Tehama County i delstaten Kalifornien, USA.